# Bukowie (Opole)
Pour les articles homonymes, voir Bukowie.
Bukowie est une localité polonaise de la gmina de Wilków, située dans le powiat de Namysłów en voïvodie d'Opole.